# Chasing Life
Chasing Life é uma série de televisão estadunidense de drama desenvolvida por Susanna Fogel e Joni Lefkowitz, baseada na série mexicana Terminales, criada por Miguel Angel Fox. A série estreou pela ABC Family no dia 10 de junho de 2014. No Brasil a série estreou quinta-feira, 02 de outubro às 22h45 no FOX Life. Inicialmente a primeira temporada da série teria 13 episódios, mas no dia 27 de novembro de 2013, a ABC Family ordenou a produção de 7 episódios adicionais, assim totalizando 20 episódios. E no dia 15 de julho de 2014 ordenou outro episódio que será exibido em dezembro como especial de natal, assim a série totaliza 21 episódios em sua primeira temporada.
No dia 06 de novembro de 2014, a ABC Family renovou a série para sua segunda temporada que contará com 13 episódios.
No dia 02 de outubro de 2015, a série foi cancelada pelo canal.

## Enredo
April é uma aspirante a jornalista esperta que está tentando impressionar seu chefe no jornal de Boston, ao mesmo tempo em que lida com a família composta pela mãe Sara, a avó Emma e a irmã caçula rebelde Brenna. Quando as coisas começam a melhorar, especialmente na vida amorosa, April recebe o diagnóstico de que está com câncer. Agora, ela precisa enfrentar esse novo desafio.

## Elenco

### Elenco principal
- Italia Ricci como April Carver
- Mary Page Keller como Sara Carver
- Richard Brancatisano como Dominic Russo
- Haley Ramm como Brenna Carver
- Aisha Dee como Beth Kingston
- Scott Michael Foster como Leo Hendrie

### Elenco recorrente
- Abhi Sinha como Danny Gupta
- Steven Weber como Dr. George Carver
- Rebecca Schull como Emma
- Augusto Aguilera como Kieran
- Vondie Curtis-Hall como Lawrence
- Gracie Dzienny como Greer
- Shi Ne Nielson como Raquel Avila
- Jessica Meraz como Natalie Ortiz
- Todd Waring como Bruce Hendrie
- Rob Kerkovich como Graham
- Andy Mientus como Jackson

## Episódios

### Audiência
| No. na série | No. na temporada | Episódio                                     | Exibição original       | Horário              | Rating (18–49) | Audiência (em milhões) |
| ------------ | ---------------- | -------------------------------------------- | ----------------------- | -------------------- | -------------- | ---------------------- |
| 1            | 1                | "Pilot"                                      | 10 de Junho de 2014     | Terças-feiras 21hs   | 0.5            | 1.34                   |
| 2            | 2                | "Help Wanted"                                | 17 de Junho de 2014     | Terças-feiras 21hs   | 0.5            | 1.11                   |
| 3            | 3                | "Blood Cancer Sex Carrots"                   | 24 de Junho de 2014     | Terças-feiras 21hs   | 0.5            | 1.11                   |
| 4            | 4                | "I'll Sleep When I'm Dead"                   | 01 de Julho de 2014     | Terças-feiras 21hs   | 0.5            | 1.12                   |
| 5            | 5                | "The Family That Lies Together"              | 08 de Julho de 2014     | Terças-feiras 21hs   | 0.5            | 1.21                   |
| 6            | 6                | "Clear Minds, Full Lives, Can't Eat"         | 15 de Julho de 2014     | Terças-feiras 21hs   | 0.5            | 1.19                   |
| 7            | 7                | "Unplanned Parenthood"                       | 22 de Julho de 2014     | Terças-feiras 21hs   | 0.5            | 1.13                   |
| 8            | 8                | "Death Becomes Her"                          | 29 de Julho de 2014     | Terças-feiras 21hs   | 0.4            | 1.08                   |
| 9            | 9                | "What to Expect When You're Expecting Chemo" | 05 de Agosto de 2014    | Terças-feiras 21hs   | 0.5            | 1.11                   |
| 10           | 10               | "Finding Chemo"                              | 12 de Agosto de 2014    | Terças-feiras 21hs   | 0.6            | 1.30                   |
| 11           | 11               | "Locks of Love"                              | 09 de Dezembro de 2014  | Terças-feiras 21hs   | 0.5            | 1.22                   |
| 12           | 12               | "Next April"                                 | 19 de Janeiro de 2015   | Segundas-feiras 21hs | 0.4            | 1.02                   |
| 13           | 13               | "Guess Who's Coming to Donate"               | 26 de Janeiro de 2015   | Segundas-feiras 21hs | 0.3            | 0.78                   |
| 14           | 14               | "Cancer Friends With Benefits"               | 02 de Fevereiro de 2015 | Segundas-feiras 21hs | 0.3            | 0.78                   |
| 15           | 15               | "April Just Wants to Have Fun"               | 09 de Fevereiro de 2015 | Segundas-feiras 21hs | 0.4            | 0.92                   |
| 16           | 16               | "The Big Leagues"                            | 16 de Fevereiro de 2015 | Segundas-feiras 21hs | 0.3            | 0.81                   |
| 17           | 17               | "Model Behavior"                             | 23 de Fevereiro de 2015 | Segundas-feiras 21hs | 0.3            | 0.81                   |
| 18           | 18               | "Rest in Peace"                              | 02 de Março de 2015     | Segundas-feiras 21hs | 0.2            | 0.73                   |
| 19           | 19               | "Life, Actually"                             | 09 de Março de 2015     | Segundas-feiras 21hs | 0.2            | 0.64                   |
| 20           | 20               | "No News Is Bad News"                        | 16 de Março de 2015     | Segundas-feiras 21hs | 0.2            | 0.69                   |
| 21           | 21               | "One Day"                                    | 23 de Março de 2015     | Segundas-feiras 21hs | 0.4            | 0.93                   |
| 22           | 1                | "A View from the Ledge"                      | 6 de julho de 2015      | Segundas-feiras 21hs | 0.3            | 0.72                   |
| 23           | 2                | "The Age of Consent"                         | 13 de julho de 2015     | Segundas-feiras 21hs | 0.3            | 0.79                   |
| 24           | 3                | "Life of Brenna"                             | 20 de julho de 2015     | Segundas-feiras 21hs | 0.3            | 0.72                   |
| 25           | 4                | "Truly Madly Deeply"                         | 27 de julho de 2015     | Segundas-feiras 21hs | 0.2            | 0.60                   |
| 26           | 5                | "The Domino Effect"                          | 3 de agosto de 2015     | Segundas-feiras 21hs | 0.2            | 0.61                   |
| 27           | 6                | "The Last W"                                 | 10 de agosto de 2015    | Segundas-feiras 21hs | 0.3            | 0.75                   |
| 28           | 7                | "As Long As We Both Shall Live"              | 17 de agosto de 2015    | Segundas-feiras 21hs | 0.3            | 0.75                   |
| 29           | 8                | "The Ghost In You"                           | 24 de agosto de 2015    | Segundas-feiras 21hs | 0.3            | 0.77                   |
| 30           | 9                | "Wild Thing"                                 | 31 de agosto de 2015    | Segundas-feiras 21hs | 0.3            | 0.64                   |
| 31           | 10               | "A Bottle of Secrets"                        | 7 de setembro de 2015   | Segundas-feiras 21hs | 0.2            | 0.59                   |
| 32           | 11               | "First Person"                               | 14 de setembro de 2015  | Segundas-feiras 21hs | 0.3            | 0.67                   |
| 33           | 12               | "Ready or Not"                               | 21 de setembro de 2015  | Segundas-feiras 21hs | 0.2            | 0.53                   |
| 34           | 13               | "La Dolce Vita"                              | 28 de setembro de 2015  | Segundas-feiras 21hs | 0.2            | 0.48                   |

## Prêmios e Nomeações
| Ano  | Prêmio             | Categoria                     | Nomeação             | Resultado |
| ---- | ------------------ | ----------------------------- | -------------------- | --------- |
| 2014 | Teen Choice Awards | Série Revelação               | Chasing Life         | Indicado  |
| 2014 | Teen Choice Awards | Ator Revelação                | Richard Brancatisano | Indicado  |
| 2014 | Teen Choice Awards | Melhor Atriz — Série de Verão | Italia Ricci         | Indicado  |
| 2015 | Teen Choice Awards | Melhor Série de Verão         | Chasing Life         | Indicado  |
| 2015 | Teen Choice Awards | Melhor Atriz — Série de Verão | Italia Ricci         | Indicado  |